# WIDEISM SP-02
WIDEISM SP-02（ナムコ・ワイドプッシャー）は、2002年3月5日に稼働開始したナムコ（後のバンダイナムコアミューズメント）の汎用メダルゲーム筐体である。

## 概要
1台あたり1 - 2人プレイが可能の小型プッシャーゲーム筐体である。
2002年の登場からバンダイナムコ統合の直前となる2005年までにオリジナルゲーム8作品を発売、バンダイナムコ統合後にはキャラクターワイドプッシャーシリーズと称してバンプレストが保有するIPを活用したゲームが3作品発売された。
2000年まで展開されていたシングルプッシャーシリーズの後継となる筐体で、メダルが盤面のチャッカーを通過すると液晶モニター内のゲームが進行するという基本的なゲームルールは共通している。この筐体ならではの特徴としては、メダルが手元に払い出されることによってメダル投入・メダル取り出しといった全てのアクションが座ったままの楽な姿勢で行うことができるようになった点が挙げられる。また、メダル投入レールが緩いスロープ状になっており、メダルを押し出すだけで容易に連続投入をすることができる。さらに、投入払出口全体がワイドな設計となっているため、大人2人でもプレイしやすく、メダルカップ、飲み物、灰皿を置くスペースも確保されている。
2002年2月に発売されたジャックポットリンクシステムに対応している。接続した各ゲームにメダルがBETされるとプログレッシブジャックポットの値が一定％（BET枚数の1％～15％間で設定可能）上昇。ジャックポット発生時に貯まった枚数がまとめて払い出される。8台まで連動が可能。ファンキューブシリーズ、シューティングメダルシリーズ、スラントプッシャーシリーズにも対応している。
「WIDEISM」の読み方は公式でも表記ゆれが存在し、「ワイドイズム」または「ワイディズム」と読まれている。

## WIDEISM SP-02シリーズ
パズボール
2002年3月5日発売。本筐体のローンチタイトルであり、第1弾作品。
メダルがチャッカーを通過すると、チャッカーに表示されているボールと同じ色のボールが右側の発射装置にセットされ、同時に左右の発射装置からボールが発射される。同じ色のボール同士がぶつかると消滅し、メダルがフィールドに払い出される。違う色であればボールは落下し画面下部に貯まっていく。落下したボールが貯まっている同じ色のボールと隣り合うと消滅。ボールを連鎖して消すほど大量のメダルがフィールドに払い出される。
☆柄のボールが消えるとスロットチャンスが発生し、メダル払出のほか、該当する色のボールが全て消滅する、上から新たにボールが降ってくる、下から新たにボールがせり上がるなどのギミックが発生することもある。また、一定時間オールマイティのワイルドボールだけが出現するワイルドゲームに発展すると、制限時間内にチャッカーを通過したぶんだけメダルが払い出される。
すごろチックJAPAN
2002年3月5日発売。本筐体のローンチタイトルであり、第2弾作品。
日本地図すごろくの要素を取り入れた作品。メダルがチャッカーを通過すると、チャッカーに表示されている数字(1・2・3・6)だけ列車が進む。駅に到着するとイベントが発生することがあり、内容によってメダルやアイテムを獲得できる。目標となる駅にぴったりの数字で停車するとゴールとなり、メダルがフィールドに払い出され次の目標の駅が表示される。
☆が表示された駅に到着すると☆を1つ獲得。持っている数に応じてゴールボーナスにメダルが加算される。他にも、駅に停車した際に名産品が貰えることがある。指定された3つの名産品を集めるとメダルが払い出される。また、ステーションカードを獲得できる場合もあり、2倍の距離を進める特急券、1歩後に戻るバックギアなど基本的な移動に関わるものから、目的地の分岐路が最短距離の方向にロックされるなど有利に働くカードも出現する。さらに、制限時間内に国内と海外を往復する、あるいは制限時間内に地域をバスで巡回するミニゲームも出現することがあり、制限時間内にチャッカーを通過したぶんだけメダルが払い出される。
楽曲の作曲は、小沢純子。
スロットの王子様
2002年12月6日発売。第3弾作品。
8WAYスロットの要素を取り入れた作品。メダルがチャッカーを通過すると、チャッカーに表示されている3×3の9マスのうち黄色く塗られている部分がモニター内のリールに対応して回転する。縦、横、斜めのいずれかのライン上に同じシンボルが3つ並ぶとメダルがフィールドに払い出されるほか、停止したリール上に宝箱があればアイテムを入手できる。宝箱には無条件でフタが開く"普通の宝箱"と、停止したリール上に"魔法のカギ"が同時に無いとフタが開かない"豪華な宝箱"があり、"普通の宝箱"より効果の高いアイテムを入手できる。
777が揃うと全5ラウンドのボーナスゲームに突入する。制限時間以内にチャッカーに一定以上のメダルを通過させるとモンスターを倒すことができ、メダルが払い出される。赤・青いずれかの魔法のランプを5つ入手するとランプの魔人が現れ、三つの願い事として最大3回確率変動に突入できるが、ボーナスゲーム失敗時にはボーナスゲームの延長として願い事が消費されてしまう。
羊飼いのペター
2003年7月1日発売。第4弾作品。
メダルがチャッカーを通過すると、チャッカーに表示されている矢印の方向に羊飼いのペターを移動させることができる。ペターは猟犬のヨーゼフを連れており、羊の前をペターが通ると列になって後ろをついてくる。扉の前を通過すると"IN"と表示され扉に入れるようになり、羊を連れてもう一度扉を通過すると扉の中に羊を追い込むことができる。追い込んだ羊の数に応じてフィールドにメダルが払い出される。逆に、羊を連れてオオカミの前を通過してしまうと、連れていた羊がさらわれてしまう。ただし、アイテムを持っていればオオカミを撃退することも可能。アイテムは宝箱の前を通過すると入手できることがある。アイテムは、扉通過時に払い出されるメダルが増量するものなど多種存在する。
白羊宮のマークが表示されたチャッカーにメダルが入ると、メダル払い出しやアイテム入手のほか、ルーレットが回転し始めることもあり、止まった目によってはボーナスゲームに挑戦することもできる。ボーナスゲームでは制限時間内にチャッカーを通過したぶんだけメダルが払い出される。
世界化石発見!
2004年3月23日発売。第5弾作品。
メダルが「学者チャッカー」「助手チャッカー」を通過すると、該当するキャラクターがチャッカーに表示された進行方向に進む。学者と助手はロープで区切られたエリアを発掘していき、掘り起こすと金塊や勾玉・ハニワなどのアイテム獲得のほか、お邪魔要素であるモグラが出現する場合もある。なお、学者は金塊に興味がなく、助手はアイテムに興味がないという性質があり、必ずしも発掘した金塊やアイテムを手に入れられる訳ではない。全てのエリアを発掘すると化石がゲーム上に保管され、ボーナスゲームに突入する。ボーナスゲームでは制限時間内にチャッカーを通過したぶんだけメダルが払い出され、終了後は「化石博物館」が開かれ追加でメダルが払い出される。
メダルが助っ人チェッカーを通過すると、犬・メカ・宇宙人のいずれかが出現し、ルーレットが回転する。アイテムやメダルが当たるほか、発掘を手伝ってくれる場合や逆に崩落させてしまう場合もある。犬の場合は稀にゴールドラッシュに突入することがある。ゴールドラッシュ時は化石が黄金に変化し通常よりも多くのメダルが払い出される。また、一度掘り出した区画でも必ずメダルが払い出される。ゴールドラッシュ時のボーナスゲームは通常と異なり、学者が持つ天秤の両方にゴールドの骨を乗せていく。天秤のバランスを維持しつつ、左右のチャッカーに同じ位の数のメダルを通過させる必要がある。
ダイスロン
2004年10月5日発売。第6弾作品。
メダルが矢印の表示されたチャッカーを通過すると、クォータービューで描かれた7×7のフィールド上をダイスが1パネル転がり、底面のダイスの目がフィールド上に写される。フィールド上に写された目が一直線上に3つ以上並ぶとその目の合計数と合計数に応じたボーナスを加算した枚数が払い出される。ダイスがフィールド上に存在する赤・青のリフターに乗ると、リフター間をダイスが転がり、目を写したぶんだけメダルが払い出される。メダルが中央の赤・青のチャッカーを通過すると、その色のリフターがフィールド内をランダムに移動する。サイコロがリフターに乗った際、スーパーフォースを1つ獲得し、3つ集まるとスペシャルルーレットが発生する。メダル払い出しのほか、制限時間内にメダルをチャッカーに通過させるボーナスゲーム、チャッカー1回の通過でダイスが2パネル転がるようになるスーパーダイスロンに発展することがある。
メダルが中央最下部のルーレットチャッカーを通過するとルーレットが回り、規定枚数払い出し、ダイスの全ての面のが同一数字に変化、ダイスをランダムな位置にワープ、空白のパネルに目を追加の4種類のうち1つが決定される。
ボールポムライン
2005年2月24日発売。第7弾作品。
ビンゴゲームの要素を取り入れた作品。メダルが図柄チャッカーを通過すると、画面右上にストックされたボールが、チャッカーと同じ図柄のパネル全部に配置される。ボールが配置されると、ボールはそのままの状態で、全ての図柄パネルが矢印の方向に１つスライドする。既にパネルにボールが乗っている場合、同じ色のボールなら新しいボールに入れ替わり、違う色のボールなら両方とも消えてしまう。タテ・ヨコ・ナナメのいずれかにラインができるとビンゴ成立となり、ライン数やボールの数字・色の揃い方などに応じてメダルがフィールドに払い出される。ビンゴが1回終了するごとに、チャンススロットが発生し、次のビンゴが有利になるアイテムが得られることがある。また、1回終了ごとに画面上部のB I N G O !の表示が一文字ずつ点灯し、全点灯するとゴールドスロットが発生する。ゴールドスロットでは、メダル払い出しのほか、指定されたチャッカー通過回数の中でビンゴを狙うSB(Super Bingo)GAME、制限時間内にメダルをチャッカーに通過させるCB(Chance Ball)GAMEのいずれかが発生する。
メダルが中央最下部のチャンスチャッカーを通過するとビンゴが有利になるアイテムが得られることがある。
パズキューブ
2005年12月20日発売。第8弾作品。
落ち物パズルの要素を取り入れた作品で、外観は同社のエメラルディアに近い。メダルがチャッカーを通過すると、画面上部に並んだチャッカーと同じ色の射出口から画面右上にストックされているキューブが落下する。同じ色のキューブと隣接すると消滅しメダルが払い出される。矢印の表示されたキューブが消滅すると、矢印の方向に90度または180度フィールドが回転する。フィールド回転が発生すると、連鎖による消滅が起こりやすくなるだけでなく、画面右のルーレットギアがフィールドの回転に連動して回転し、回転終了時のルーレットギアの向きが下の目盛りに合わさっているとルーレットイベントが発生する。ルーレットイベントからは特定の色のキューブが消滅する、大量のキューブが落下するなどのフィールドに関わる効果のほか、チャレンジゲームが発生することがある。チャレンジゲームでは制限時間内にチャッカーに通過させた枚数に応じて配当が得られるゲームと、制限時間内に指定枚数のメダルを通過させると規定枚数が払い出されるゲームの2種類のどちらかが発生する。

## キャラクターワイドプッシャーシリーズ
これまでのシリーズと比べ、チャレンジゲーム等での技術介入をほとんど必要としない点、筐体アクリル部分の配色が一新されている点など、家族連れや子供向けをより意識したイメージにシフトしている。
ケロロ軍曹 地球（ペコポン）侵略司令...であります！
2006年8月10日発売。
矢印の描かれたチャッカーをメダルが通過すると、画面上のケロロが矢印の方向に移動する。移動した先でキャラクターや何かしらのイベントに遭遇し、内容やミニゲームの結果に応じてメダルが払い出される。チャレンジゲームに遭遇し、クリアすると地球侵略のニセ報告書が作成され、画面左側のゲージに☆マークが貯まっていく。☆マークが揃うとジャックポット（侵略ゲーム）へ突入する。侵略ゲームでは、地球人キャラクターに遭遇するたびにケロロがキャラクターを捕獲、それに応じてメダルが払い出される。日向夏美、日向冬樹、日向秋、西澤桃華のいずれかにお仕置きされ、報告書再提出の指令を受け取ると終了となる。
クレヨンしんちゃん チョコビハンターしんのすけ
2007年2月27日発売。
チャッカーをメダルが通過すると、画面上のしんのすけが移動したりキャラクターと遭遇したりする。おつかいの内容やミニゲームの結果、チョコビを手に入れた際に手に入るシールの種類などに応じてメダルが払い出される。郷剛太郎のシールを5枚集めるか、アクション仮面のシールを1枚獲得するとボーナスゲーム（アクション仮面ショー）へ突入する。アクション仮面ショーでは、しんのすけがショーで暴れてメケメケ団にダメージを与えるたびにメダルが払い出される。メケメケ団にしんのすけが捕まってしまうと終了となる。
ゲゲゲの鬼太郎 妖怪横丁 まつりでバトルじゃ！
2008年3月18日発売。
矢印の描かれたチャッカーをメダルが通過すると、画面上の鬼太郎と猫娘が矢印の方向の夜店に移動する。夜店でのミニゲームや妖怪とのバトルの結果に応じてメダルが払い出される。通常ゲーム中突発的に妖怪軍団から襲撃を受けると、ボーナスゲーム（妖怪大対決）へ突入する。妖怪大対決では、鬼太郎と仲間妖怪たちが敵妖怪と次々にバトルし、敵妖怪を倒すたびにメダルが払い出される。バトルを継続させ勝利するか、敗北すると終了となる。

## その他のシリーズ作品
ガーディアンズトラップ
開発はタイトー。2003年7月下旬発売。
本筐体を使用したタイトルの中で唯一の他社開発の作品。
財宝を探して城のダンジョンを探検していくというゲーム内容。進む道を選択しながらモンスターとの戦闘に勝ち抜くステージ、モンスターのいない進路を選んでいくステージ、ドラゴンの棲むステージを進めていく。時間内に指定されたチャッカーに規定数のメダルを入れると敵を倒すことができる。ステージクリア時にはトレジャースロットが発生し、決定された配当が得られる。全てのステージをクリアし地上へ脱出するとスーパージャックポットとなる。ストックが10個溜まるとスーパージャックポットのスロットが回り、7が揃うと大量のメダルがフィールド上に払い出される。
楽曲の作曲は、福澤正洋。
たたかえ!! 地球防衛軍
2005年のAMショーで発表されたものの未発売に終わった。ゲームシステムは翌年発売の「ケロロ軍曹 地球侵略司令...であります！」に流用された。

## 派生・後継作品
メダルの達人・メダルの達人2 あつまれ!ゴー!ゴー!双六戦隊ドンレンジャーファイブ
2005年発売。筐体名称がWIDEISM VMP-01(VIDEO MASS PUSHER FIRST)であり、本筐体の派生的な存在。メダル投入口の形状などは継承しつつ、盤面に回転するディスクが搭載されている。
スラントプッシャーシリーズ
2005年発売。本筐体の事実上の後続機(発売はパズキューブより1か月前)。メダル投入口の形状などは継承しつつ、筐体上部にアナログ抽選を行うメカギミックが搭載されている。
カジノウィナー、ファントムシップの2作品が発売された。

## 他社の類似作品
WIDEISM SP-02発売以降、本作の特徴であったメダル投入・取り出しが手元で完結する、投入払出口全体がワイドな設計になっているシングルプッシャーマシンが各社から多数登場した。
メダリュージョン・メダリュージョン2（カプコン）
2004年から2006年にかけてシリーズ展開された。
既存キャラクターを全面的に採用しており、初代メダリュ―ジョンでは、スーパーマリオ 不思議のジャンジャンランド、ちびまる子ちゃん「みんなですごろく遊び」の巻き、加トちゃんの日本全国くるくる列車でペ、ドンキーコング ジャングルフィーバー、ロックマンエグゼ THE MEDAL OPERATIONの5作品、メダリュージョン2では、撃 魔界村、ピングーのアイスブロック、どこでもいっしょ トロのおさかにゃ釣り、ワンタメ ハッピーチャンネルの4作品が発売された。
メダリズム（タイトー）
2006年にシリーズ展開された。
世界ビックリ‼︎探検隊、ゴーストキャッスルの2作品が発売された。
メダルーキー（アトラス）
2006年・2007年にシリーズ展開された。
人生ゲーム ジャンジャン大富豪、星のカービィ キラキラメダルランド、ハクション大魔王 メダルがとびでてジャラジャラ～ン、ヤッターマン ビックリドッキリメダルだコロン、ガンガンリーガーの5作品が発売された。